# Griseosphinx cottoni
Griseosphinx cottoni är en fjärilsart som beskrevs av Jean-Marie Cadiou och Ian Kitching 1991. Griseosphinx cottoni ingår i släktet Griseosphinx och familjen svärmare. Inga underarter finns listade i Catalogue of Life.